# Cephalospargeta
Cephalospargeta là một chi bướm đêm thuộc họ Noctuidae.

## Các loài
- Cephalospargeta elongata Möschler, 1890